# Pure Food and Drug Act
La Pure Food and Drug Act del 1906 fu la prima di una serie di importanti leggi sulla protezione dei consumatori che furono approvate dal Congresso statunitense nel ventesimo secolo, durante il governo di Theodore Roosevelt, e che portarono alla creazione della Food and Drug Administration. Il suo scopo principale era quello di vietare il traffico estero e interstatale di alimenti e prodotti farmaceutici alterati o etichettati erroneamente, e ha spinto il Dipartimento di Chimica degli Stati Uniti a ispezionare i prodotti e riferire i colpevoli ai pubblici ministeri. Tale legge richiedeva che gli ingredienti attivi fossero collocati sull'etichetta della confezione di un farmaco e che i farmaci non potessero scendere al di sotto dei livelli di purezza prestabiliti dalla Farmacopea degli Stati Uniti o dal Formulario Nazionale.
Il romanzo La giungla (1906) di Upton Sinclair, che getta una riflessione sulle condizioni disumane a cui erano sottoposti gli operai nell'industria conserviera e della carne di Chicago, ha attirato l'attenzione del pubblico sull'importante questione degli impianti di lavorazione della carne non salubri contribuendo così, pochi mesi dopo la sua pubblicazione, all'attuazione del Pure Food and Drug Act. Sinclair ha scherzato dichiarando di aver "mirato al cuore del pubblico e di averlo colpito per sbaglio allo stomaco".